# Chersotis griseivena
Chersotis griseivena là một loài bướm đêm trong họ Noctuidae.